# San Marino ai Giochi della XXIX Olimpiade
San Marino ha partecipato ai Giochi della XXIX Olimpiade di Pechino, svoltisi dall'8 al 24 agosto 2008, con una delegazione di 4 atleti.

## Atletica leggera
| Gara  | Atleta      | Batterie | Batterie | Semifinali | Semifinali | Finale | Finale |
| Gara  | Atleta      | Tempo    | Pos.     | Tempo      | Pos.       | Tempo  | Pos.   |
| ----- | ----------- | -------- | -------- | ---------- | ---------- | ------ | ------ |
| 400 m | Ivano Bucci | 48"54    | 7        |            |            |        |        |

## Tiro
| Gara | Atleta          | Qualificazioni | Qualificazioni | Finale    | Finale       | Finale |
| Gara | Atleta          | Punteggio      | Pos.           | Punteggio | Punt. totale | Pos.   |
| ---- | --------------- | -------------- | -------------- | --------- | ------------ | ------ |
| Trap | Daniela Del Din | 62             | 15             |           |              |        |

## Nuoto
| Gara                        | Atleta            | Batterie | Batterie | Semifinali | Semifinali | Finale | Finale |
| Gara                        | Atleta            | Tempo    | Pos.     | Tempo      | Pos.       | Tempo  | Pos.   |
| --------------------------- | ----------------- | -------- | -------- | ---------- | ---------- | ------ | ------ |
| 200 m stile libero maschili | Emanuele Nicolini | 1'59"45  | 56       |            |            |        |        |
| 100 m farfalla              | Simona Muccioli   | 1'04"91  | 49       |            |            |        |        |